# Molekular
Ein Vorgang in den Naturwissenschaften ist molekular (lat. molecula, Diminutiv von moles ‚Masse‘), wenn er die Ebene der Moleküle oder die Moleküle selbst betrifft. Im übertragenen Sinne wird damit oft auch von Vorgängen gesprochen, die sich auf sehr kleine Teilchen beziehen.

## Molekulare Elemente
In der Chemie bedeutet molekular auch, dass ein chemisches Element in Form mehratomiger Moleküle vorliegt. Beispiele sind Dimere, also biatomare Verbindungen wie Sauerstoff O2, Stickstoff N2, Wasserstoff H2 und die Halogene F2, Cl2 sowie Moleküle aus mehreren, gleichen Atomen wie Ozon O3, Phosphor P4 und Schwefel S8. Der Gegensatz dazu sind atomar vorkommende Elemente, etwa die Edelgase.

## Intermolekular
Mit intermolekular (von lateinisch inter, ‚dazwischen‘) bezeichnet man in Chemie und Physik einen Vorgang (wie beispielsweise eine chemische Reaktion), der zwischen zwei oder mehreren verschiedenen Molekülen abläuft.
Beispiele für solche Vorgänge sind:
- die meisten chemischen Reaktionen,
- Intermolekulare Wasserstoffbrückenbindungen (siehe z. B. Quartärstruktur der Proteine).

Dehydratisierung von Essigsäure zu Essigsäureanhydrid – eine intermolekulare Reaktion

Bei chemischen Verbindungen bestimmen die intermolekularen Wechselwirkungen zwischen den einzelnen Molekülen viele makroskopische Eigenschaften, wie zum Beispiel Schmelzpunkt, Siedepunkt, Härte, Löslichkeit usw.

## Intramolekular

Synthese von Phthalsäureanhydrid, eine intramolekulare Reaktion

Mit intramolekular (von lateinisch intra, ‚innerhalb‘) bezeichnet man hingegen einen Vorgang, der innerhalb eines einzelnen Moleküls abläuft.
Beispiele für solche Vorgänge sind:
- Aufspaltung eines Moleküls in seine Atome (siehe z. B. Wasserstoff),
- Intramolekulare Anhydridbildung (siehe Phthalsäureanhydrid),
- Intramolekulare Redoxreaktion, z. B. siehe Bildung von Lachgas (Distickstoffmonoxid N2O)  aus Ammoniumnitrat, oder Explosion von Ammoniumnitrat bei Initialzündung
- Intramolekulare Carbonsäureester (Lactone) oder Carbonsäureamide (Lactame),
- Intramolekulare Wasserstoffbrückenbindungen (siehe Proteine).

Bei den Proteinen und anderen Makromolekülen wie Nukleinsäuren (DNA, RNA) oder Polysacchariden sind die intramolekularen Wechselwirkungen durch Sekundär- und Tertiärstruktur Ursache für die räumliche Gestalt der Moleküle.